# 미분방정식

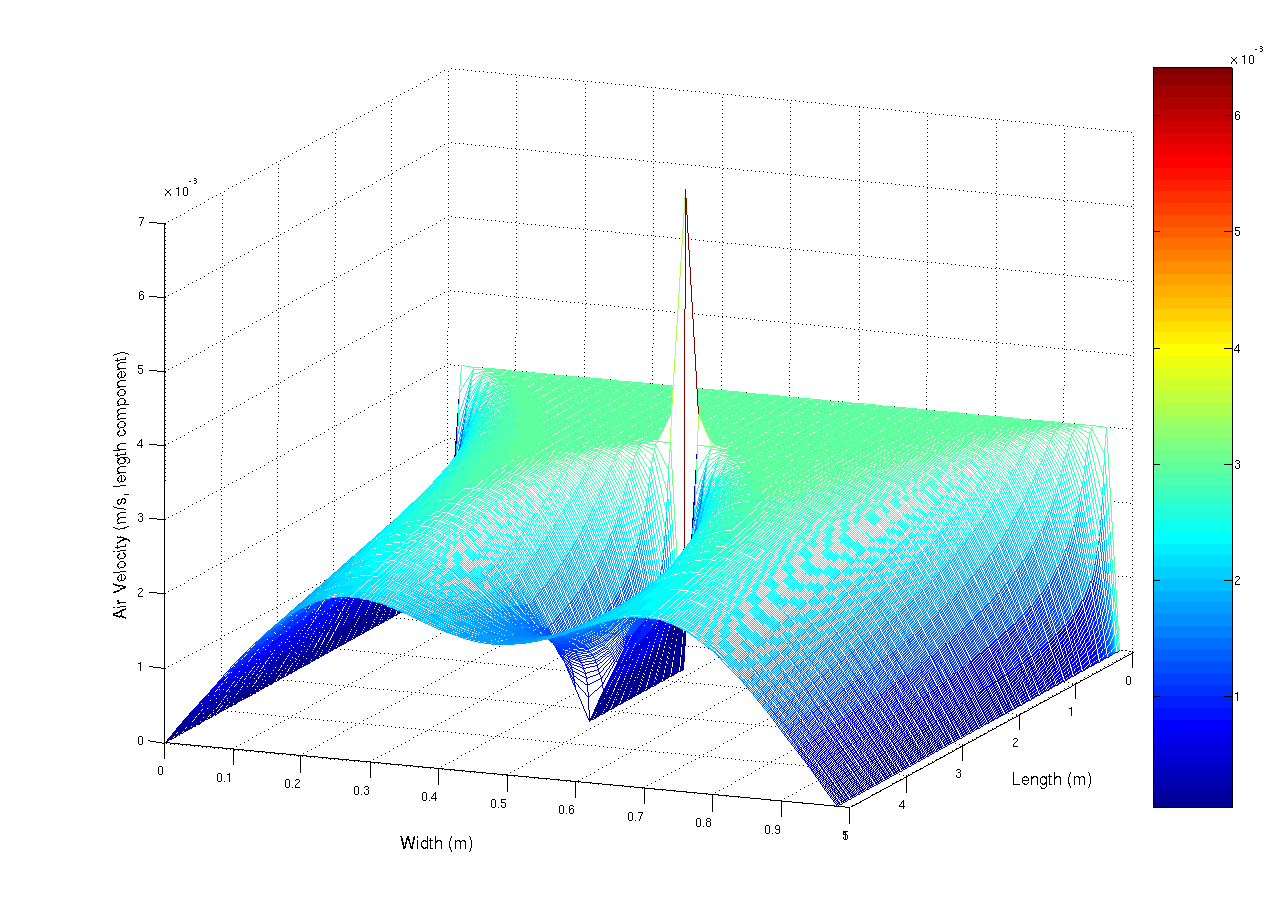

미분 방정식(微分方程式, differential equation)은 미지의 함수와 그 도함수, 그리고 이 함수들의 함수값에 관계된 여러 개의 변수들에 대한 함수 방정식이다. 미분방정식의 계수(order)는 미분 횟수가 가장 많은 독립 변수의 계수가 결정짓고, 차수(degree)는 계수를 결정 지은 독립 변수의 미분꼴이 거듭제곱된 횟수에 따라 결정된다.
응용 수학에서 한 매개 변수가 다른 매개 변수에 대한 의존성을 알 수 없는 문제가 종종 발생하지만 한 매개 변수가 다른 매개 변수 (미분)에 대한 변화율에 대한 표현을 작성할 수 있다. 이 경우 문제는 다른 표현과 관련된 도함수로 함수를 찾는 것으로 축소된다.
미분 방정식은 엔지니어링, 물리학, 경제학 등 수학 외의 학문에서도 중요한 역할을 차지하고, 유체역학, 천체역학 등의 물리적 현상의 수학적 모델을 만들 때에도 사용된다. 따라서 미분 방정식은 순수수학과 응용수학의 여러 분야에 걸쳐있는 넓은 학문이다.  물체의 운동이 물체의 위치와 시간값의 변화에 따른 속도로 표현되는 고전역학이 그 대표적인 예다. 뉴턴의 운동 법칙은 물체의 미지의 위치를 시간에 대한 함수로 표현하고, 물체의 위치·속도·가속도·그리고 물체에 작용하는 힘 등을 그 함수에 대한 미분 방정식으로 나타냄으로써 이 변량들을 역학적으로 표현할 수 있었다. 흔히 운동방정식이라고 부르는 이 미분 방정식은 아주 쉽게 풀리는 경우도 있다.
미분 방정식을 사용하여 실세계를 표현한 예로는, 중력과 공기저항만 고려하여 공중에서 떨어지는 공의 속도를 결정하는 것이 있다. 땅을 향한 공의 가속도는 중력에 의한 가속도 마이너스 공기저항에 의한 가속도이다. 중력은 일정하다고 치고, 공기저항은 공의 속도에 비례한다고 하자. 이것은 공의 가속도, 즉 공의 속도의 도함수가 공의 속도에 따라 결정된다는 것을 의미한다. 속도를 시간에 대한 함수로 나타내면 이 미분 방정식을 풀 수 있다.
수학에서 미분 방정식은 여러 가지 다른 관점에서 연구되고 있는데, 대개 그 해―방정식을 만족시키는 함수의 집합―에 대한 연구가 흔하다. 명쾌한 함수의 형태로 해가 구해지는 것은 가장 간단한 미분 방정식들 뿐으로, 어떤 미분 방정식은 명확한 해를 구하지 않고, 그 특징만 밝혀지는 경우도 있다. 만약 해를 독립적으로 구하는 것이 불가능하다면, 컴퓨터를 이용해 수적 근사값을 구할 수도 있다. 동역학계 이론에서는 미분 방정식으로 표현되는 계의 질적 분석을 중요하게 여기는데, 주어진 정확도 안에서 해를 구하기 위한 많은 수치 해석 방법이 개발되고 있다.
미분 방정식의 목표는 다음 세가지이다.
1. 특정한 상황을 표현하는 미분 방정식을 발견하는 것.
2. 그 미분 방정식의 정확한 해를 찾는 것.
3. 그 찾은 해를 해석하여 미래를 예측하는 것.

미분 방정식에 대해 해가 있어야만 하는지, 아니면 해가 유일한지 등의 문제도 중요한 관심사이다. 그러나 응용수학자, 물리학자, 엔지니어들은 대개 주어진 미분 방정식을 푸는 데에 관심을 두기 마련이고, 여기서 얻어진 해는 전기회로, 다리, 자동차, 비행기, 하수도 등을 만드는 데에 이용되고 있다.

## 미분 방정식의 종류
미분 방정식 이론은 잘 발전되어 왔으며, 학습을 위해 방정식의 형태에 따라 그것을 의미있게 분류시키기도 한다.

### 상미분 방정식과 편미분 방정식
- 상미분방정식

상미분 방정식은 미지 함수와 종속변수가 하나의 독립변수를 가지는 함수인 미분 방정식을 말한다. 간단한 형태로 미지함수가 실수 또는 복소수 함수 형태를 가진다.
- 편미분 방정식

미지 함수의 독립 변수가 둘 이상인 미분 방정식이다.

### 선형과 비선형
- 선형 미분 방정식

선형 미분 방정식은 y도함수 앞의 계수가 변수가 아닌 경우이고 y도함수가 모두 1승인 것을 말한다.
- 비선형 미분 방정식

비선형 미분 방정식은 선형 미분 방정식과 다르게 y도함수 앞의 계수가 변수이며, 대표적 예시인 나비에-스톡스 방정식에서는 y도함수 앞의 계수가 유체의 성질을 나타내는 매개변수이다. 비선형 미분 방정식은 매개변수의 테일러 급수로 근사해를 구하는 방식이 있다.
{\displaystyle y^{2}}, {\displaystyle \sin y} 등 y 앞에 무언가 있을 때 비선형 이라 하며 상수나 {\displaystyle x}는 가능하다.

## 미분 방정식의 예

### 제1차 상미분 방정식
1차 제차 상미분 방정식의 일반형은 다음과 같다.
{\displaystyle {\frac {\mathrm {d} y}{\mathrm {d} x}}+f(x)y=0,}
여기서 {\displaystyle f(x)}는 우리가 알고 있는 함수이며, 이 방정식은 간단히 변수를 다음과 같이 양변으로 분리하여 놓아서 풀 수 있다.
{\displaystyle {\frac {\mathrm {d} y}{y}}=-f(x)\,\mathrm {d} x}
위 식을 적분하여 다음의 결과를 얻는다.
{\displaystyle \ln y=-F(x)+C}
양변에 e를 취하면 다음의 결과를 얻는다.
{\displaystyle y=Ae^{-F(x)}}
여기서
{\displaystyle A=e^{C}}, {\displaystyle F(x)=\int f(x)\,\mathrm {d} x.}
{\displaystyle A}는 임의의 상수이다. (이 결과가 맞는지 확인하려면, 이 식을 원래의 방정식에 대입해 보면 된다.)
{\displaystyle f(x)}가 상수가 아닌 함수이고, 어떤 함수의 경우에는 (우리가 잘 알고 있더라 하더라도) 그 적분이 불가능 할 수도 있기 때문에, 실제적인 풀이는 매우 어려울 수 있다. 

### 1차 비제차 상미분 방정식
1차 선형 상미분 방정식 중 일부는 위의 예처럼 분리가 불가능하다. 이와 같은 1차 비제차 상미분 방정식을 풀기 위해선 적분인자를 알아야 한다. 이 방법을 아래에 설명하고 있다.
1차 상미분 방정식의 일반적인 형태를 생각해 보자.
{\displaystyle {\frac {\mathrm {d} y}{\mathrm {d} x}}+p(x)y=q(x)}
이 방정식을 푸는 방법은 특별한 "적분 인자", {\displaystyle \mu } 에 달려있다.
{\displaystyle \mu =e^{\int _{}^{}p(x)\,\mathrm {d} x}}
위의 1차 상미분 방정식의 양변에 {\displaystyle \mu }를 곱하자.
{\displaystyle \mu {\frac {\mathrm {d} y}{\mathrm {d} x}}+\mu {p(x)y}=\mu {q(x)}}
우리가 선택한 특별한 {\displaystyle \mu }의 성질에 의해 위 식은 다음과 같이 간단한 모양으로 변형된다.
{\displaystyle \mu {\frac {\mathrm {d} y}{\mathrm {d} x}}+y{\frac {\mathrm {d} {\mu }}{\mathrm {d} x}}=\mu {q(x)}}
미분에 대한 곱의 법칙에 의해 위 식은 다시 다음과 같이 변형된다.
{\displaystyle {\frac {\mathrm {d} }{\mathrm {d} x}}{(\mu {y})}=\mu {q(x)}}
양변을 적분하면,
{\displaystyle \mu {y}=\left(\int \mu q(x)\,\mathrm {d} x\right)+C}
를 얻고, 마지막으로 {\displaystyle y}에 대해 풀고, {\displaystyle \mu }로 양변을 나누면,
{\displaystyle y={\frac {\left(\int \mu q(x)\,\mathrm {d} x\right)+C}{\mu }}}
를 얻는다. {\displaystyle \mu }는 {\displaystyle x}의 함수이므로 더 이상 간단히 할 수 없다.

## 같이 보기
- 상미분 방정식
- 편미분 방정식
- 그린 함수
- 차분 방정식